# Etienne Ruzette
Etienne Emmanuel Paul Félix Marie Joseph Ghislain Ruzette (* 21. April 1894 in Brügge; † 13. November 1960 in Brüssel) war ein belgischer Diplomat.

## Leben
Etienne Ruzette war der Sohn von Bertha Marie Victorine van Caloen de Ba und Alberic Emmanuel Henri Ruzette. Er machte ein Abitur mit Graecum und Latinum. 1914 meldete er sich zur belgischen Armee und wurde an der Yser und in Deutsch-Ostafrika, eingesetzt. Am 22. Dezember 1919 trat er in den auswärtigen Dienst und wurde Attaché in Prag und Luxemburg. Er heiratete 1921 Marthe Marie Charlotte Visart de Bocar in Namur.
Am 30. September 1920 wurde er zum Botschaftssekretär zweiter Klasse und am 25. November 1937 zum Botschaftsrat befördert. Von 1940 bis 1945 war er bei der belgischen Exilregierung in London.
Von 30. Januar bis 25. Mai 1945 war er belgischer Botschafter in Mexiko.
Von 1954 bis 1958 war er Botschafter in Lissabon.